# Clara Thalmann
Clara Thalmann (Clara Ensner, ur. 24 września 1908 w Bazylei, zm. 27 stycznia 1987 w Nicei) – szwajcarska anarchistka, uczestniczka wojny domowej w Hiszpanii.

## Życiorys
Pochodziła z rodziny robotniczej. Od młodości zaangażowana w ruchu socjalistycznym, a po 1918 w Komunistycznej Partii Szwajcarii. W latach 20. pracowała w czasopiśmie francuskich komunistów L’Humanité.
Po śmierci Lenina i wyjściu za mąż za Paula Thalmanna zaczęła krytykować stalinizm, pozostając z przekonania anarchistką. W 1936 wyjechała do Hiszpanii w celu wspierania republiki. W 1937 została aresztowana przez agentów OGPU. Wyjechała do Francji i przebywała w Paryżu. W czasie II wojny światowej działała w ruchu oporu. W 1953 przeniosła się wraz z mężem w okolice Nicei, gdzie założyli komunę anarchistyczną.